# 友よ静かに死ね
『友よ静かに死ね』（ともよしずかにしね、Le Gang）は、1977年に公開されたフランスの映画。第二次世界大戦直後のパリを舞台に、実在したギャングの犯行を描く。監督はジャック・ドレー。製作と主演はアラン・ドロン。
フランスでは初公開時、1,190,355人の動員を記録した。

## キャスト
※括弧内は日本語吹替（初回放送1979年9月2日『日曜洋画劇場』）
- ロベール：アラン・ドロン（野沢那智）
- マリネット：ニコール・カルファン（藤田淑子）
- マヌー：アダルベルト・マリア・メルリ（羽佐間道夫）
- ルシアン：モーリス・バリエ（飯塚昭三）
- ジョー：ザビエル・デプラス
- レイモン：ローラン・ベルタン（村越伊知郎）
- コルネリウス：レイモン・ビュシェール

## スタッフ
- 監督：ジャック・ドレー
- 製作：アラン・ドロン
- 原作：ロジェ・ボルニッシュ
- 脚本：アルフォンス・ブーダール、ジャン＝クロード・カリエール
- 撮影：シルヴァーノ・イッポリティ
- 音楽：カルロ・ルスティケリ